# Maxillaire palp

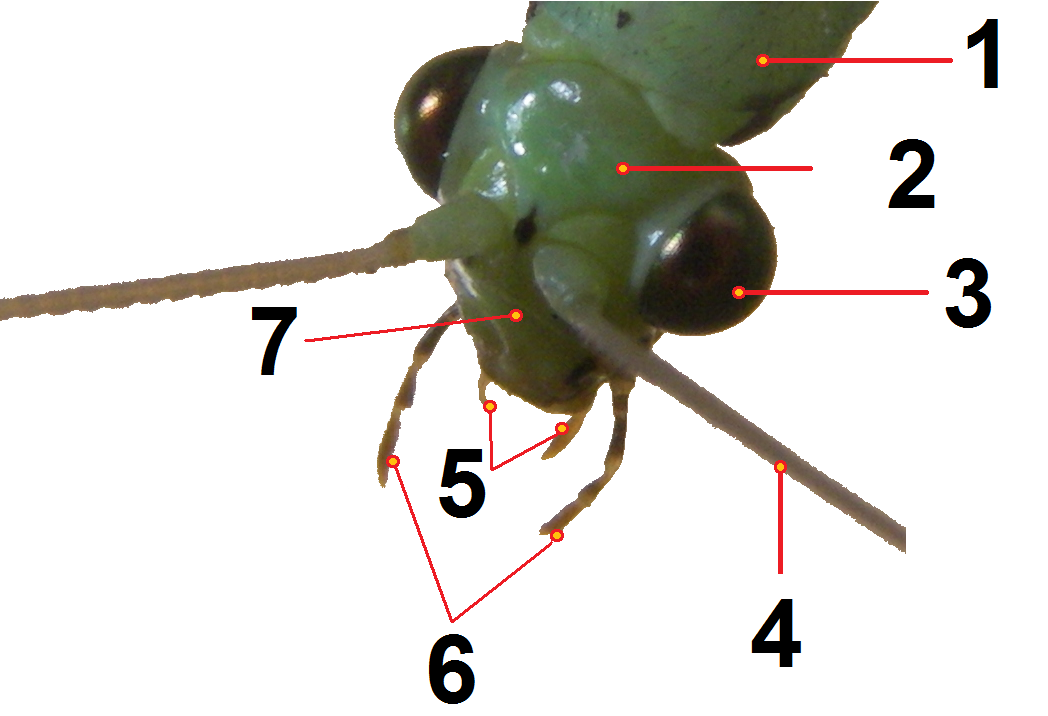
5 is de maxillaire palp

De maxillaire palp of palpus maxillaris is een geleed orgaan aan de kop van insecten. Het is een tastzintuiglijk orgaan dat gelegen is aan de maxilla of achterkaak. 